# Diacetyl
Diacetyl, systematickým názvem butandion, respektive butan-2,3-dion, je přirozený vedlejší produkt kvašení. Jedná se o vicinální diketon s vzorcem C4H6O2. Přirozeně se vyskytuje v alkoholických nápojích a také v másle, u kterého spolu s acetoinem vytváří jeho charakteristickou chuť. Proto je také používán jako umělá máslová příchuť v margarínech, kde bývá jeho společníkem beta-karoten přidávaný pro dosažení žluté barvy.

## Diacetyl z hlediska zdraví
Zdravotním problémem může být dlouhodobé vdechování diacetylových výparů, na což upozorňuje i Národní ústav pro bezpečnost a ochranu zdraví při práci ve Spojených státech amerických. Byly dokumentovány případy, kdy se u jinak zdravých pracovníků v továrnách na praženou kukuřici objevila konstriktivní bronchiolitida, závažné onemocnění, které lze napravit pouze transplantací plic.
Z hlediska koncového zákazníka připravujícího zakoupené kukuřicové pukance v mikrovlnné troubě byl diacetyl dlouho pokládán za bezpečný. V roce 2012 ovšem vysoudil Wayne Watson z Denveru, u kterého se konstriktivní bronchiolitida objevila následkem mnohaletého připravování kukuřičných pukanců v mikrovlnné troubě, náhrady ve výši 7,27 milionů dolarů. Podle názoru soudu měl výrobce polotovaru zákazníky před tímto nebezpečím varovat.
V Evropské unii je užívání diacetylu jako příchuti legální, Evropský úřad pro bezpečnost potravin ovšem v roce 2007 pracoval na studii, na základě které se plánoval rozhodnout, zda přístup k diacetylu nezměnit.
V roce 2012 se objevila studie, podle které je možné, že diacetyl podporuje rozvoj Alzheimerovy choroby. Evropská komise požádala Evropský úřad pro bezpečnost potravin o stanovisko k této studii a ten v roce 2013 konstatoval, že studie obsahuje metodická pochybení a je tedy neprůkazná.